# Vetro cranberry

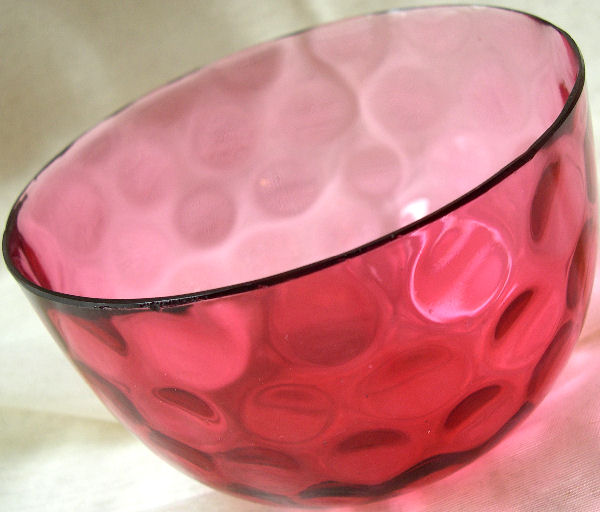
Antica coppa di vetro cranberry.

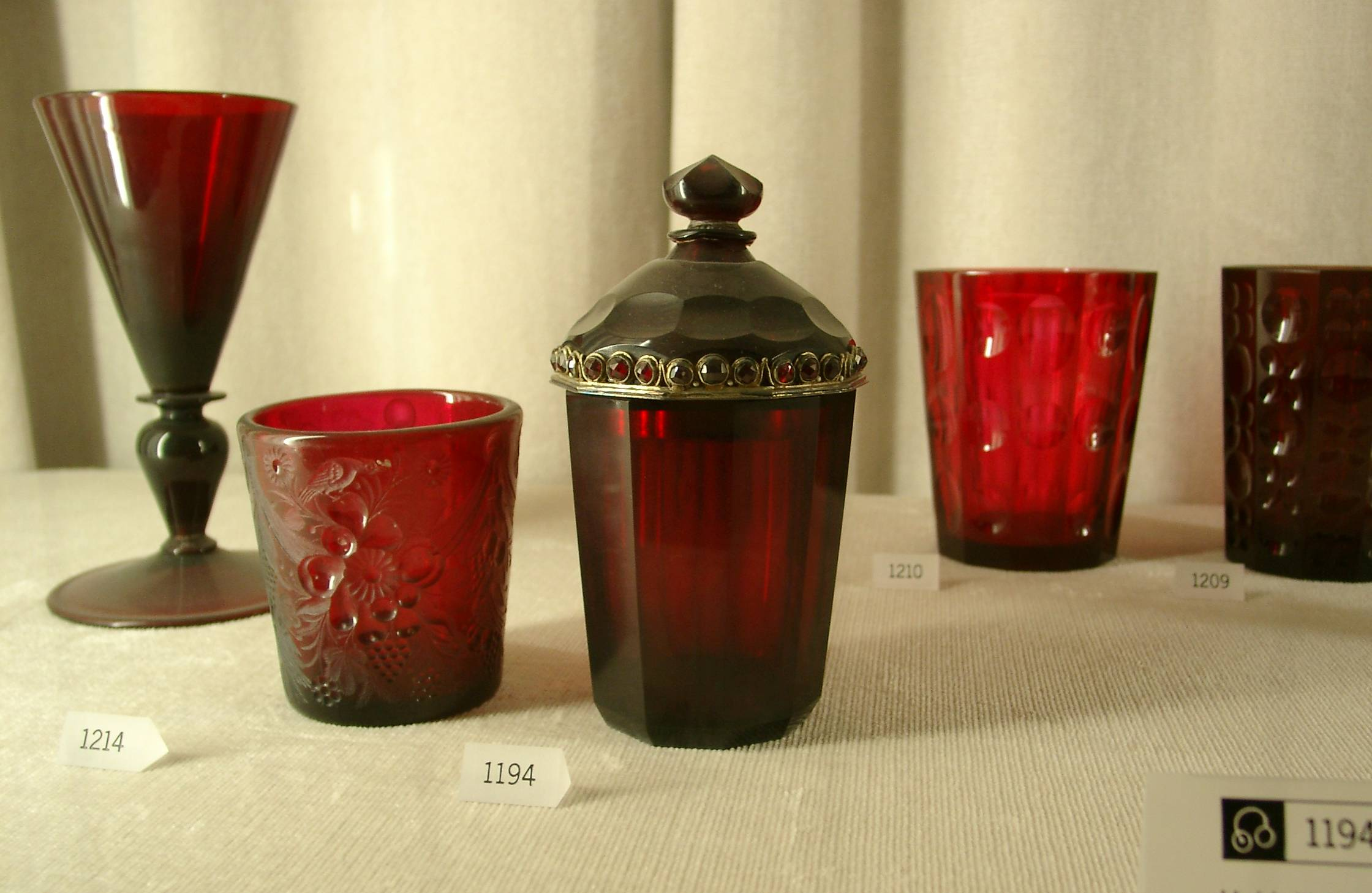
Bicchiere con coperchio realizzato in oro rubino è attribuita a Johann Kunckel.

Vetro cranberry, o Gold Ruby, è un vetro di colore rosso ottenuto aggiungendo, alla pasta di vetro, sali d'oro o oro colloidale. Nella preparazione, viene talvolta aggiunto Stagno in piccole quantità, come agente riducente, sotto forma di cloruro stannoso. Questo vetro viene usato soprattutto per produrre oggetti decorativi.

## Produzione
A causa del costo elevato dell'oro, il vetro cranberry è realizzato in produzione artigianale piuttosto che in grandi quantità. Il cloruro d'oro è preparato sciogliendo oro in una soluzione di acido nitrico e acido cloridrico (acqua regia). Il vetro, in genere, è soffiato a mano o stampato. Il vetro temprato finito è un tipo di colloide, con una fase solida (oro) dispersa all'interno di un'altra fase solida (vetro).

## Storia

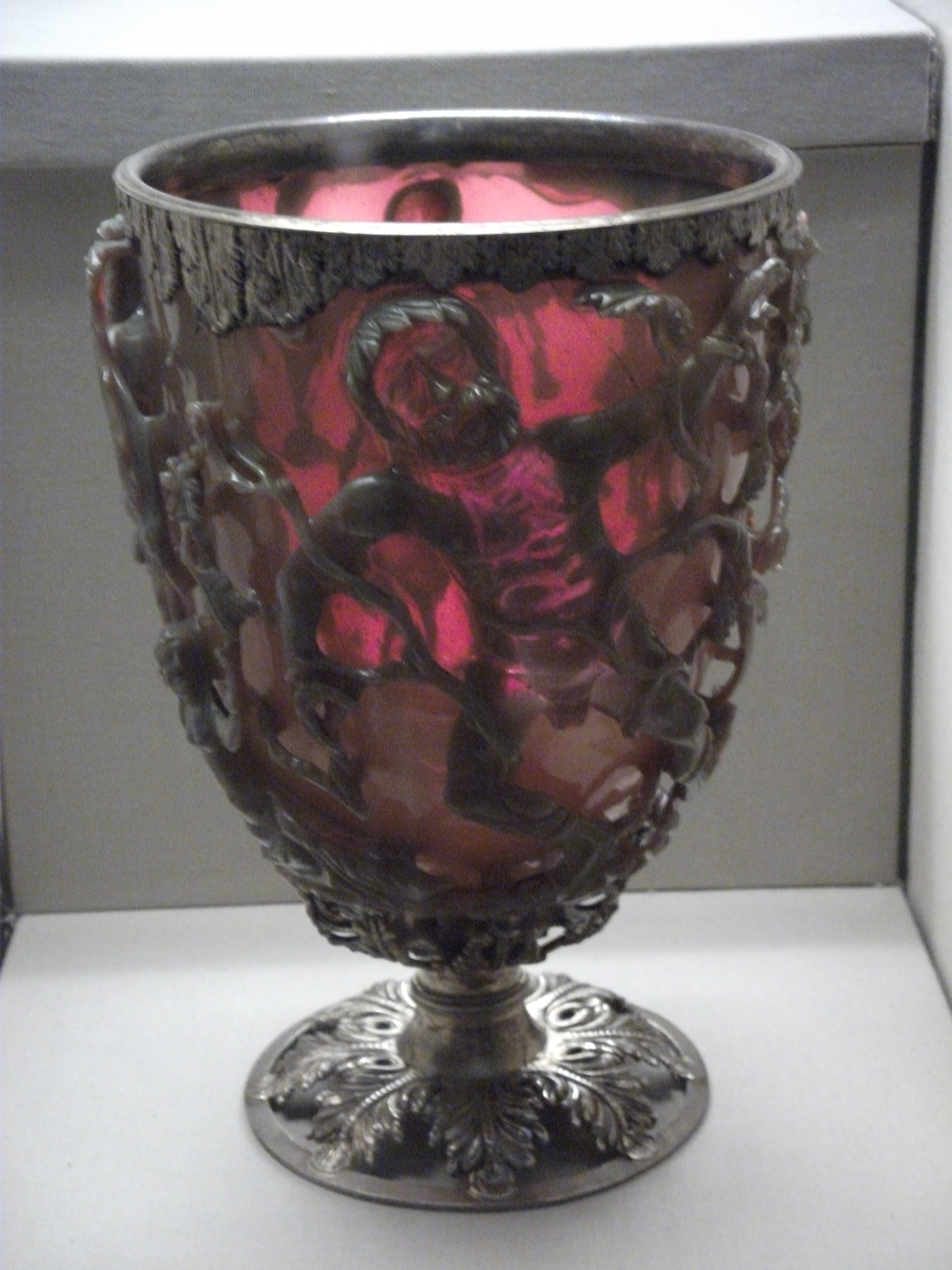
Coppa di Licurgo, IV secolo di fattura romana in vetro dicroico

L'origine del vetro cranberry è ignota, ma molti storici credono che una prima produzione di questo vetro sia stata realizzata nell'Impero romano. Questo si evidenzia dalla coppa di Licurgo del IV secolo, presente nella collezione del British Museum di Londra, che mostra un colore differente a seconda della luce che passa attraverso il vetro; rosso (sali d'oro) quando la luce proviene da dietro e verde (sali d'argento) quando proviene dal davanti.
La coppa fu poi persa e ritrovata nel XVII secolo (epoca boema) o da Johann Kunckel a Potsdam o dal vetraio fiorentino Antonio Neri in Italia; ma nessuno di loro conosceva il meccanismo che produceva il colore. Il chimico Richard Adolf Zsigmondy, vincitore del Premio Nobel per la Chimica nel 1925, fu in grado di capire e spiegare che responsabili del colore rosso erano i piccoli colloidi d'oro.
Il periodo più famoso per la produzione del vetro cranberry fu il XIX secolo nel Regno Unito durante l'epoca vittoriana.
La leggenda sostiene che il vetro cranberry sarebbe stato scoperto da un nobile che aveva gettato una moneta d'oro in una miscela di vetro fuso. Questa leggenda è quasi di sicuro non vera, poiché l'oro deve essere sciolto in acqua regia prima di essere aggiunto al vetro fuso.